# 福井県の登録有形文化財一覧
福井県の登録有形文化財一覧（ふくいけんのとうろくゆうけいぶんかざいいちらん）は、福井県にある登録有形文化財（国登録）の一覧。

## 嶺北

### 福井市
- 石田家住宅主屋
- 石田家住宅蔵座敷
- 石田家住宅長屋門
- 石田家住宅前蔵
- 石田家住宅西蔵
- 料亭開花亭
- 願念寺本堂
- 福井市水道記念館（旧足羽揚水ポンプ場）
- えちぜん鉄道鷲塚針原駅本屋
- 安本酒造店舗兼主屋
- 安本酒造米蔵
- 安本酒造土蔵
- 安本酒造仕込蔵一
- 安本酒造仕込蔵二
- 安本酒造上槽場
- 安本酒造瓶詰め工場
- 安本酒造煙突
- 安本酒造表門
- 安本酒造南塀
- 丹巌洞草庵
- 福井市自然史博物館旧館（旧福井市立郷土博物館）
- 青木蘭麝堂新座敷
- 青木蘭麝堂離れ
- 青木蘭麝堂酒蔵

### 越前市
- 丈生幼稚園（旧福井県警察部庁舎）
- 井上歯科医院
- M工房（旧武生郵便局）
- 大虫神社宮橋
- 南越（旧中村商店）
- 武生公会堂記念館（旧武生公会堂）
- 越前和紙の里卯立の工芸館（旧西野家住宅主屋及び紙漉場）
- 小泉家住宅主屋
- 聖徳太子堂
- 旧根岸家住宅主屋
- 旧根岸家住宅土蔵
- 旧根岸家住宅表門
- 旧大井百貨店（大井洋装店）
- 福井鉄道北府駅本屋
- 福井鉄道北府駅車両工場
- 福井鉄道バス旧車庫
- 寿屋対碧亭
- 愛山荘主屋
- 愛山荘離れ
- 愛山荘蔵屋敷
- 愛山荘一の蔵
- 愛山荘二の蔵
- 愛山荘石蔵
- 愛山荘茶室
- 愛山荘待合
- 愛山荘門及び塀
- 西野家住宅主屋
- 西野家住宅離れ
- 西野家住宅蚊帳蔵・味噌蔵・紙蔵
- 西野家住宅新蔵・中蔵・大蔵
- 西野家住宅茶室
- 西野家住宅塀
- 陽願寺本堂
- 陽願寺庫裏
- 陽願寺対面所
- 陽願寺御殿
- 陽願寺洋館
- 陽願寺客殿
- 陽願寺納骨堂
- 陽願寺土蔵
- 陽願寺鐘楼
- 信洋舎製紙所漉場棟
- 信洋舎製紙所旧休憩場及び張場棟
- 信洋舎製紙所ボイラー及び旧ロール場棟
- 信洋舎製紙所旧塵取場及び仕上場棟
- 旧浅井薬店（小澤金物店）店舗兼主屋
- 吉田家住宅（旧東小林家住宅）主屋
- 吉田家住宅（旧東小林家住宅）座敷棟

### 鯖江市
- 恵美写真館洋館
- 恵美写真館表門
- 旧鯖江地方織物検査所
- あめや呉服店店舗兼主屋
- あめや呉服店東蔵
- あめや呉服店西蔵
- 幸道家住宅主屋
- 幸道家住宅離れ
- 若栗商店店舗兼主屋
- 加藤吉平商店土蔵
- 加藤吉平商店表門
- 竹内家住宅主屋
- 西光寺表門
- 酒井家住宅主屋
- 酒井家住宅土蔵
- 大橋家住宅主屋
- 大橋家住宅土蔵
- 大橋家住宅表門
- 瀧波家住宅主屋
- 瀧波家住宅離れ座敷
- 瀧波家住宅大蔵
- 瀧波家住宅道具蔵
- 笠嶋家住宅主屋
- 笠嶋家住宅土蔵
- 料亭天狗楼料亭棟
- 料亭天狗楼調理棟
- 料亭天狗楼土蔵
- 料亭天狗楼表門
- 齋藤家住宅主屋
- 齋藤家住宅離れ
- 齋藤家住宅米蔵
- 齋藤家住宅中蔵
- 齋藤家住宅新蔵
- 齋藤家住宅小屋
- 齋藤家住宅門柱
- 齋藤家住宅東門
- 尾崎家住宅主屋
- 尾崎家住宅表

### あわら市
- えちぜん鉄道本荘駅本屋
- 藤野厳九郎記念館（旧藤野家住宅主屋）
- 吉崎御坊蓮如上人記念館七不思議堂主屋
- 吉崎御坊蓮如上人記念館七不思議堂供待及び塀

なお、七不思議堂については、道の駅蓮如の里あわらの整備のため、2023年（令和5年）11月に新潟県妙高市の赤倉温泉に移築される。

### 坂井市
- 旧森田銀行本店
- 眼鏡橋
- 魚志楼（松崎家住宅）主屋
- 魚志楼（松崎家住宅）西蔵
- 魚志楼（松崎家住宅）東蔵
- 魚志楼（松崎家住宅）奥座敷
- 坂井家住宅主屋
- 坂井家住宅土蔵
- 坂井家住宅荷蔵
- 旧岸名家住宅主屋
- 旧大木道具店店舗兼主屋
- 旧大木道具店土蔵

### 大野市
- 平成大野屋本店洋館
- 平成大野屋本店二階蔵
- 南部酒造場店舗
- 南部酒造場旧酒蔵前蔵
- 南部酒造場旧酒蔵大蔵
- 南部酒造場西蔵
- 南部酒造場米蔵
- 鬼谷川堰堤
- 旧内山家住宅主屋
- 旧内山家住宅離れ
- 旧内山家住宅味噌蔵
- 旧内山家住宅衣装蔵
- 旧内山家住宅米蔵
- 旧内山家住宅門
- 平成大野屋本店平蔵

### 勝山市
- えちぜん鉄道勝山駅本屋
- えちぜん鉄道勝山駅ホーム待合所
- 深谷家住宅洋館
- 旧料亭花月楼
- 料亭板甚蔵座敷
- 北谷道具博物館（旧北谷郵便局）
- 谷集会場

### 吉田郡永平寺町
- えちぜん鉄道松岡駅本屋
- えちぜん鉄道志比堺駅本屋
- えちぜん鉄道永平寺口駅本屋
- 旧京都電燈古市変電所
- 黒龍酒造店舗兼主屋
- 黒龍酒造離れ
- 黒龍酒造東門

### 南条郡南越前町
- アカタン砂防大平ミズヤ上堰堤
- アカタン砂防大平ミズヤ下堰堤
- アカタン砂防大平中堰堤
- アカタン砂防大平ナベカマ堰堤
- アカタン砂防大平口堰堤
- アカタン砂防松ヶ端堰堤
- アカタン砂防奥の東堰堤
- アカタン砂防八号堰堤
- アカタン砂防九号堰堤
- 高倉砂防西高倉堰堤
- 旧右近家住宅西洋館
- 旧旅籠若狭屋
- 明治殿
- 旧昭和会館（今庄地区公民館今庄分館）
- 旧北陸線山中ロックシェッド
- 旧北陸線湯尾トンネル
- 旧増尾家住宅主屋

### 丹生郡越前町
- 越前古窯博物館旧水野九右衛門家住宅（旧水野家住宅主屋）

## 嶺南

### 敦賀市
- 旧紐育スタンダード石油会社倉庫北棟
- 旧紐育スタンダード石油会社倉庫南棟
- 旧紐育スタンダード石油会社倉庫煉瓦塀
- 旧敦賀倉庫株式会社新港第一号・第二号・第三号倉庫
- 旧北陸線樫曲トンネル
- 旧北陸線葉原トンネル
- 旧北陸線鮒ヶ谷トンネル
- 旧北陸線曽路地谷トンネル
- 旧北陸線罠山谷暗渠
- 旧北陸線第一観音寺トンネル
- 旧北陸線第二観音寺トンネル
- 旧北陸線曲谷トンネル
- 旧北陸線芦谷トンネル
- 旧北陸線伊良谷トンネル
- 旧北陸線山中トンネル
- 立石岬灯台
- 立石岬灯台囲障

### 小浜市
- 小浜聖ルカ教会
- 白鳥会館
- 白鳥会館煉瓦塀
- 高鳥歯科医院診療所兼主屋
- 高鳥家住宅離れ
- 高鳥家住宅土蔵
- 都菓子舗店舗兼主屋
- 都菓子舗作業所
- 都菓子舗土蔵
- 森下家住宅主屋
- 旧山川家住宅（山川登美子記念館）主屋
- 旧山川家住宅（山川登美子記念館）離れ
- 旧山川家住宅（山川登美子記念館）土蔵
- 旧山川家住宅（山川登美子記念館）表門
- 旧山川家住宅（山川登美子記念館）中門
- 小浜市立小浜中学校洗心館（旧福井県立尋常中学校図書館）
- 旧中名田郵便局

### 三方郡美浜町
- 若狭国吉城歴史資料館（旧田辺半太夫家住宅）

### 三方上中郡若狭町
- 鳥浜酒造店舗兼醸造所
- 鳥浜酒造煙突
- 三宅区火の見やぐら
- 三宅区火の見やぐら倉庫

### 大飯郡高浜町
- 旧京都電燈株式会社高浜営業店

### 大飯郡おおい町
- 村松兵助家住宅主屋
- 村松兵助家住宅土蔵